# Рейд в Брянскую область (2023)
Рейд в Брянской области — инцидент, произошедший 2 марта 2023 года на территории Брянской области в сёлах Любечане и Сушаны во время российского вторжения на Украину.

## Предыстория
В начале февраля 2023 года власти Брянской области отчитались об укреплении границы с Украиной. Губернатор Брянской области Александр Богомаз публиковал в своём телеграме фотографии со встречи с «командующими группировкой прикрытия государственных границ» и заявлял, что «работа, проведённая по строительству защитных сооружений и опорных пунктов, получила высокую оценку командования вооружённых сил РФ».

## Ход событий
Согласно интервью, взятому у жительницы села Сушаны репортёрами телеканала «Дождь», нападавшие пришли в село около 9 утра. По её словам, после обстрела со стороны этой группы в селе сгорел дом, кроме того, была подорвана водокачка. В то же время сама она нападавших не видела, потому что закрылась в доме.
Около 10:30 по московскому времени губернатор Брянской области Александр Богомаз заявил об атаке «украинских диверсантов» в селе Любечане Климовского района, которое находится в нескольких сотнях метров от российско-украинской границы. В течение нескольких следующих часов в российских СМИ и телеграм-каналах каждые несколько минут появлялись разные версии происходящего.
Федеральная служба безопасности Российской Федерации, отвечающая за охрану границы, около 12:45 по московскому времени сообщила о том, что силы Министерства обороны «проводят мероприятия по уничтожению нарушивших государственную границу вооружённых украинских националистов». Также о якобы произошедшем «боестолкновении» с «диверсантами» со ссылкой на источники в «силовых структурах» писал и ТАСС. Однако, согласно взятому у местных жителей интервью «Дождя», уже к обеду бойцы вернулись на территорию Украины, а российские военные прибыли в Сушаны только в районе 16:30.
Вскоре после заявления ФСБ в СМИ разошлись два ролика, на которых мужчины в военной форме и с жёлтыми повязками позировали у фельдшерского пункта в селе Любечане и на фоне почтового отделения. На записи они назвали себя бойцами Русского добровольческого корпуса и призывали граждан России «поднимать бунт и сражаться». В интервью Financial Times глава РДК Денис Капустин сообщил о произошедшей в одном из сёл перестрелке. Согласно опубликованному российским изданием «Коммерсантъ» общению её корреспондентов с местными жителями следует, что основные события якобы происходили в Любечанах.
После 14:00 по московскому времени ТАСС сообщил, что диверсанты «не проявляют признаков активности» и, вероятно, самостоятельно вернулись на территорию Украины. ФСБ через несколько часов заявила, что группу якобы «выдавили» из Брянской области. Также российская спецслужба объявила, что по группе нанесли «массированный артиллерийский удар» (однако, по данным Русской службы Би-би-си, реальных доказательств этому нет), объяснив это желанием «избежать жертв со стороны мирного населения и нанесения ущерба объектам гражданской инфраструктуры». В то же время Русская служба Би-би-си в своём материале от 3 марта предположила, что, если бы у российских властей были доказательства «боев с националистами» (например, взятые в плен, убитые или видео с места событий), то они уже были бы опубликованы.
Российское издание «Коммерсантъ», ссылаясь на анонимные источники, указало, что те «немногочисленные силовики», которые находились в приграничной зоне Климовского района, не смогли защитить Любечане из-за того, что были заняты ликвидацией пожара в Сушанах — там (якобы после атаки беспилотника) горели дома. Также издание утверждало, что одновременно с проникновением диверсантов экстренные службы стали получать звонки о захвате заложников, убитых и раненых не только в Любечанах и Сушанах, но и в других населенных пунктах — «по одной из версий, звонки были также организованы украинской стороной с тем, чтобы посеять панику и страх, а заодно попытаться рассредоточить силы правоохранителей». С украинской стороны никаких подтверждений данной версии нет.
Депутат Госдумы Александр Хинштейн сообщил, что в тот же день четверо сотрудников Национальной гвардии подорвались на мине и получили ранения в посёлке Сушаны.
Русская служба Би-би-си в своём материале обратила внимание на то, что в течение дня в соцсетях так и не появилось фотографий или видео инцидента, снятых местными жителями. Согласно её оценке, во время происшествий такого масштаба подобное отсутствие фото- и видеосвидетельств случается нечасто. Также она отмечала, что до конца не ясно, когда российские силовики узнали об инциденте и как на него отреагировали. По её данным, ко 2 марта так и не обнаружилось сообщений жителей ближайших населённых пунктов о колоннах силовиков.

## Участники событий
Ответственность за инцидент взял на себя Русский добровольческий корпус — подразделение, организованное ультраправым активистом Денисом Капустиным, более известным под псевдонимом Денис Никитин. Участник РДК Илья Богданов в Facebook описывал формирование как состоящее из добровольцев, в прошлом воевавших в «Правом секторе», «Азове» и других подразделениях вооружённых сил Украины. Из заявлений Никитина следует, что РДК действует вместе с украинскими подразделениями, но официального статуса у него нет. По данным Русской службы Би-би-си, украинские гражданские и военные чиновники также никогда не заявляли о сотрудничестве с таким подразделением. BBC News Украина отмечала, что в интервью Никитин признавался в ощущении недоверия со стороны украинских вооружённых сил. По словам Никитина, в августе 2022 года РДК взаимодействовал с ВСУ, но не был признан как подразделение украинской армии. По его утверждению, «пришлось дойти до президента Украины, чтобы заявить о себе и попросить дать возможность официально воевать. В то же время радио «Свобода» описывает РДК как боевое подразделение из российских эмигрантов в составе интернационального легиона ВСУ. Русская служба Би-би-си указывала, что, судя по всему, в 2022 году бойцы РДК действовали на запорожском и донецком направлениях российско-украинской войны.
Боец РДК в анонимном интервью изданию «Важные истории» заявил, что на «задаче» было 45 человек. Аналогичную цифру Financial Times назвал Никитин. По его же утверждению, среди участников рейда также были некие члены партизанской сети, которая якобы действует на территории России. Российское издание «Коммерсантъ» утверждало, что в рейде участвовало до 20 человек, другие российские СМИ называли цифру вплоть до 50 человек. Русской службы Би-би-си не смогла оценить реальное количество участников.
Российские власти обвинили в событиях Украину. Украинские заявили, что никак не связаны с инцидентом и никаких «диверсионно-разведывательных групп» в Россию не отправляли. Однако Никитин в интервью Financial Times указал, что, если бы рейд не был согласован, то всех его участников уничтожили бы. В то же время данное издание указало на то, что сообщения о поддержке Киева остаются неясными и проверить их в условиях войны крайне затруднительно.

## Вопрос наличия погибших и пострадавших
Утром губернатор Брянской области Александр Богомаз объявил, что диверсанты «обстреляли движущийся автомобиль», в результате «один житель погиб» и был ранен 11-летний ребёнок. Позже он объявил о гибели ещё одного местного жителя 1966 года рождения. Затем губернатор сообщил о том, что Климовский район якобы атаковали «украинские беспилотники» и в результате «сброса» с одного из них загорелся дом в селе Сушаны.
Российские агентства (в том числе ТАСС и РИА «Новости») и блогеры со ссылкой на анонимные источники сообщали о захвате заложников  — их предполагаемое число разнилось от нескольких до десятков человек — то ли в Любечанах, то ли в Сушанах. Другие ресурсы писали о «расстреле школьного автобуса». Также СМИ указывали разный пол пострадавшего ребенка, а собеседники SHOT даже ошибочно утверждали, что он погиб. Позже уже Владимир Путин заявил, что «диверсанты» атаковали «гражданскую» «Ниву», в которой «сидели дети». Однако местные ни о заложниках, ни об атаке на «школьный автобус» не сообщали. В администрации Брянской области заявили, что подобного обстрела не было, а школьники находятся на дистанционном обучении.
В интервью телеканалу «Дождь» житель Любечан рассказал, что в селе убили двух человек — одного «из соседней деревни» и одного местного жителя (это соответствует официальным сообщениям властей Брянской области). Жительница Сушан рассказала, что в её селе жертв не было, но сгорел дом и была подорвана водокачка.
Российское издание «Коммерсантъ» в своём материале заявляло, что проникшая в Любечаны группа «загоняла в дома местных жителей, отбирала у них мобильные телефоны, а мужчинам сковывала руки пластиковыми наручниками». Одного из сопротивлявшихся селян застрелили. Далее группа обстреляла «Ниву», водитель которой каждое утро отвозил детей в школу. Шофёр был убит, находившийся в салоне мальчик — ранен. После этого раненый помог другим детям, девочкам, выбраться из машины. Русская служба Би-би-си обратила внимание, что неясно, как эта версия согласуется с сообщениями о том, что в Брянской области школы работают на дистанционном обучении.
К утру пятницы ФСБ, спустя сутки после инцидента, опубликовала видео, заявленное как снятое на месте событий. Видеоролик состоял из нескольких фрагментов. На первых двух были видны тела погибших мужчин в автомобилях — одна из машин была сильно повреждена. Кроме того, в ролике было несколько фотографий с минами и гильзами, которые просто лежат на земле. Комментируя его Русская служба Би-би-си отметила, что в той самой «Ниве», за рулём которой, предположительно, сидел погибший водитель, подвозивший детей, не разбито ни одного стекла.
В анонимном интервью изданию «Важные истории» боец РДК описывал случившееся так: «Нас на этой задаче было 45 человек. Зашли, отсняли, сделали засаду на две БМП. Детей пострадавших я не видел. Но был один пострадавший погранец. Никаких заложников не брали». Никитин в  интервью Financial Times подтвердил, что в одном из сёл произошла перестрелка. При этом он сказал, что не знал о жертвах среди мирных жителей.

## Цели, реакции, оценки и последствия
Глава РДК Денис Никитин в интервью Financial Times заявил, что главной целью рейда «было напомнить россиянам, что не надо жить в кандалах, мириться и участвовать в чужой войне, выполняя чужую волю. Мы поддержим всех, кто хочет отстранить этих кремлёвских узурпаторов от власти». Также, по его мнению, атака выявила очень плохое состояние обороны России в Брянской области, хотя в регионе действуют усиленные меры безопасности.
BBC News Украина отмечала, что на Украине новости о «захвате пограничных сёл» восприняли как «фейк российских медиа». Многие накануне вспомнили о похожих событиях годовой давности, предшествовавших началу полномасштабного вторжения России в Украину — например, обстреле «российского пограничного пункта», который выглядел как обычный сарай.
Несколько украинских официальных лиц прокомментировали ситуацию:
- советник главы Офиса президента Украины Михаил Подоляк назвал случившееся «классической провокацией», заметив при этом, что «партизанское движение в РФ становится сильнее и агрессивнее». Позже в своём «Твиттере» он написал: «Всё это прямые последствия потери контроля внутри России. И всё это следствие войны... Украина к внутренним конфликтам в России не причастна». Также он поставил «нападение партизан на населённые пункты» в один ряд со «взрывами на ответственных объектах» и «атаками неопознанных дронов на регионы РФ»[1];
- спикер Государственной пограничной службы Украины Андрей Демченко в комментарии «Украинской правде» по поводу произошедшего сказал, что «Украина — не агрессор», а основная задача службы — это «оборона и защита от страны-оккупанта»[1];
- представитель Главного управления разведки Министерства обороны Украины Андрей Юсов, назвав Россию образованием с большим количеством внутренних конфликтов, прямо упомянул Российский добровольческий корпус: «Это люди, которые с оружием в руках воюют против режима Путина и тех, кто его поддерживает... Возможно, россияне начинают просыпаться, осознавать что-то и предпринимать какие-то конкретные меры»[1].

Президент России Владимир Путин отменил поездку в Ставропольский край в связи с событиями в Брянской области и назвал произошедшее терактом. По его словам, те люди, которые его совершили, «хотят лишить нас исторической памяти, истории, традиций, языка». Однако радио «Свобода» обратило внимание на то, что на видео с места событий «бойцы РДК говорят на русском языке, они позиционируют себя как русские националисты».
Следственный комитет России возбудил уголовное дело. 3 марта Владимир Путин провёл оперативное совещание с членами Совета безопасности, однако его повестка не была опубликована.
Русская служба Би-би-си, комментируя данные сообщения, указывала на то, что украинские власти никогда прямо не признают причастность к подобным событиям (проводя аналогию с атаками дронов и потоплением крейсера «Москва»), часто комментируя их с иронией, а российские — каждый раз обвиняют в этих инцидентах Украину. Однако сама служба не смогла дать однозначную оценку произошедшему. С одной стороны, уже как год российские власти оправдывали вторжение на Украину необходимостью «денацификации» страны, говоря о якобы засилье «националистов» в Киеве. И Никитин, как лидер ультраправого движения, укладывался в этот нарратив. С другой стороны, спустя год после начала вторжения российским властям «вряд ли нужно искать дополнительные поводы, оправдывающие войну в Украине. Объявить дополнительную мобилизацию или продолжать эскалацию конфликта власти России могут и без таких „инцидентов“. Более того, никакой значительной реакции на случившееся, если не считать грозных заявлений, со стороны России пока так и не последовало». Также агентство обращало внимание на то, что есть доказательства участия подразделения в боях на стороне Украины в 2022 году, поэтому «можно предположить, что если бы „диверсанты“ действовали по „заданию российских властей“, то деятельность группы, скорее всего, была бы прекращена уже давно».
Анализируя события, Русская служба Би-би-си указывала на то, что с военной точки зрения тяжело найти какую-либо выгоду Киева в произошедших событиях: «приграничные брянские сёла не похожи на объекты военной инфраструктуры, поражаемые „безымянными дронами“». Но с психологической точки зрения, «рейд „диверсантов“ показал, что граница защищена совсем не так, как хотелось бы думать Москве, а у Украины появляется всё больше поводов говорить о „российских партизанах“».
Один из экспертов Financial Times назвал атаку Русского добровольческого корпуса «классической партизанской атакой в классическом месте» – во времена Второй мировой войны в регионе действовали партизанские отряды, обнаружить которых в брянских лесах было очень сложно.
9 марта 2023 года Россия нанесла очередной удар по энергосистеме Украины, который Минобороны РФ назвало «массированным ударом возмездия» за «теракт» в Брянской области.

## Дальнейшие события
6 апреля появилась информация о рейде в село Случовск, а через день — о погибших и раненых пограничниках у посёлка Запесочье. По информации издания «Вёрстка», власти скрыли, что 6 апреля в Запесочье погиб один пограничник, а двое получили ранения.